# Black Potts Ait
Black Potts Ait est une petite île de la Tamise en Angleterre.

## Description
Il s'agit d'une île fluviale, inhabitée et recouverte d'arbres, située à environ deux kilomètres au sud de Slough, dans le Berkshire ; elle se trouve à proximité du collège d'Eton et est traversée par un pont ferroviaire, le Black Potts Railway Bridge (en).
Au XVIIe siècle, l'île était fréquentée par le roi Charles II et par l'écrivain Izaak Walton qui aimaient s'y rendre pour pêcher.